# Liste der Mitglieder der Deutschen Akademie der Naturforscher Leopoldina/1686
Die Liste der Mitglieder der Deutschen Akademie der Naturforscher Leopoldina für 1686 enthält alle Personen, die im Jahr 1686 zum Mitglied ernannt wurden. Insgesamt gab es sieben neu gewählte Mitglieder.

## Mitglieder
| Nr. | Name                              | Beiname               | Geboren       | Aufnahme | Gestorben     | Bild          |
| --- | --------------------------------- | --------------------- | ------------- | -------- | ------------- | ------------- |
| 147 | Alard Mauritius Eggerdes          | Euklides I.           | 1656          | 20. Jan. |               |               |
| 148 | Joseph Ignatz Muschel von Moschau | Erasistratus          |               | 3. Feb.  |               |               |
| 149 | Johann Jacob Henrici              | Arion II.             | 26. Juli 1656 | 3. Feb.  |               |               |
| 150 | Peter Chirac                      | Orion I.              | 1650          | 3. Feb.  | 1. März 1732  | Pierre Chirac |
| 151 | Johann Acoluthus                  | Cassius Iatrosophista | 21. Aug. 1658 | 31. Mrz. | 17. Okt. 1696 |               |
| 152 | Michael Friedrich von Lochner     | Periander             | 28. Feb. 1662 | 19. Nov. | 15. Okt. 1720 |               |
| 153 | Johann Heinrich Schmidt           | Phaeton II.           | 21. Apr. 1660 | 19. Nov. | 23. März 1723 |               |